# Ahold
Koninklijke Ahold NV – holenderskie przedsiębiorstwo handlu detalicznego. W 2016 po fuzji z 
Delhaize Group przekształcone w Ahold Delhaize.

## Ahold Polska
Firma pojawiła się na polskim rynku w 1994 r. Centrala firmy znajduje się w Krakowie. Przedsiębiorstwo powstało jako spółka z udziałem Royal Ahold i niemieckiej grupy hipermarketów Allkauf.
W grudniu 1998 roku, po przejęciu przez Metro AG niemieckiego Allkaufa, Royal Ahold wykupił wszystkie udziały od niemieckiego partnera, stając się tym samym jedynym właścicielem firmy. Na początku firma rozwijała swoją działalność poprzez cztery różne formaty sklepów: hipermarkety Allkauf, supermarkety Max i Szalony Max, sklepy dyskontowe Sesam.
W 1998 roku, wraz z przejęciem całości udziałów przez Royal Ahold, hipermarkety firmy zyskały nową nazwę Hypernova. Do roku 2002 Ahold dynamicznie inwestował w rozwój sieci w Polsce. Jednak po aferze z „kreatywną księgowością” sprzedał 13 hipermarketów Carrefourowi.
W grudniu 2006 roku francuski właściciel sieci hipermarketów, spółka Carrefour kupiła holenderską spółkę Ahold Polska, właściciela sieci Albert i Hypernova. Wartość transakcji wyniosła 375 mln euro.
Finalizacja transakcji przewidywana była na pierwszą połowę 2007 roku, lecz wymagała spełnienia szeregu warunków, w tym zgody Prezesa Urzędu Ochrony Konkurencji i Konsumentów, ostatecznie w dniu 29 czerwca 2007 Prezes Urzędu Ochrony Konkurencji i Konsumentów wydał decyzję zezwalającą firmom Carrefour Polska i Ahold Polska na połączenie. Grupa Carrefour Polska, powstała z dwóch podmiotów jest kluczowym graczem na rynku dużej dystrybucji, posiada prawie 27 tysięcy pracowników, w ponad 60 hipermarketach i ponad 260 supermarketach w całej Polsce.